# Flame
Un flame —a veces traducido al español como forobardo, desahogo, puñal o flamazos— consiste en un mensaje deliberadamente hostil o insultante enviado sin ningún propósito constructivo, lo que genera un ambiente agresivo que resulta excluyente para las personas con menos privilegios. Como derivado, flaming (a veces castellanizado como «flamear») es el acto de publicar usualmente en el contexto social de un foro o una lista de correo electrónico, y aquel que los envía, recibe el nombre de flamer, trol, entre otros. A veces se publican como respuesta a un cebo (en inglés "flamebait"), un mensaje provocativo, pensado especialmente para generar respuestas insultantes. 

## Tipología
Se dice que el flaming es uno más del tipo de problemas económicos conocidos como la tragedia de los bienes comunes, en los que un grupo comparte un recurso (en este caso, la atención comunitaria), pero cada uno de los miembros individuales tiene un incentivo para sobreexplotarlo. Los flamers normalmente consideran sus flames como ataques justificados.
Aunque el intercambio de insultos es tan viejo como la humanidad misma, el flameo en Internet, como muchas otras "acciones" en línea, empezó en las jerarquías de Usenet, aunque también se sabía de su incidencia en las redes WWIVnet y FidoNet). Un flame puede tener la apariencia de un mensaje normal, pero se distingue de inmediato por su intención. Normalmente no pretende ser constructivo, ayudar a clarificar una discusión o persuadir a otra gente. La razón para flamear es usualmente no dialéctica, sino social o psicológica. Los flamers suelen pretender establecer su autoridad, o una posición de superioridad por encima de  . Ocasionalmente los flamers tienen la intención de disgustar y ofender a los miembros de un foro, en cuyo caso entran en la categoría de trolls o machitrolls.
Sin embargo, la mayoría de las veces los flames son mensajes enfadados o insultantes, enviados por personas con sentimientos muy fuertes respecto a un tema. Sin embargo, algunos consideran el flameo como una forma estupenda de descargar tensiones y relajarse, aunque la parte receptora seguramente quede mucho menos satisfecha. De hecho, ante la situación de responder con la misma violencia o callar, las personas con menos estatus en un foro o comunidad, suelen escoger la segunda, reforzándose así la jerarquía. No es de extrañar, pues, que la aceptación del flame como una práctica válida en una comunidad sea decisiva, y acabe excluyendo las mujeres y otras personas menos privilegiadas que los hombres heterosexuales, quienes suelen alimentar la agresividad.
De forma similar, un mensaje normal puede tener elementos propios de un flame —por ejemplo, puede ser hostil— pero no será un flame si la intención patente es la de avanzar en la discusión.
El término flame también puede usarse para discusiones largas, intensas y acaloradas, incluso aunque no se intercambien insultos.

### Flame wars
Una flame war (guerra de flames) es una serie consecutiva de flames escritos por varios usuarios que se responden los unos a los otros, enviados a grupos de discusión electrónicos como usenet, listas de correo u otros de Internet. Hay ciertas características de las comunicaciones electrónicas que ya han sido mencionadas como originadoras de flame wars. No es fácil transmitir por esa vía las expresiones faciales o entonaciones de voz que pueden usarse para moderar el tono de un mensaje en la comunicación oral. Además, existe normalmente un tiempo de retardo entre el momento en que se transmite el mensaje y el momento en que se lee su réplica. Esas dos características pueden causar un "bucle de retroalimentación positiva" en el que la intensidad emocional de un mensaje electrónico se incrementa hasta niveles extremadamente altos.
Alternativamente, las guerras de flames pueden ser instigadas de forma deliberada por trolls de Internet.
Jay W. Forrester describió un fenómeno que suele ocurrir en las guerras de flames, en el que los participantes hablan más allá de ellos mismos. Cada participante emplea un modelo mental diferente: debido a diferencias fundamentales en sus suposiciones sobre lo que una palabra o concepto particular significa, ambos se dedican en realidad a discutir sobre dos conceptos diferentes creyendo que es el mismo.

### Pie fights
Una pelea de tartas (Pie Fight) es un tipo de flame que se caracteriza por argumentaciones encendidas y enormemente emocionales sobre un tema marginal que tiene poco o nada que ver con el tema habitual del foro electrónico en cuestión, pero que se hace tan vehemente que ensombrece cualquier otro tema de discusión. Las peleas de tartas pueden ser iniciadas por trolls que usen cebos tanto para enfurecer a los otros usuarios como para hacerles publicar mensajes inapropiados u ofensivos. Desafortunadamente, esto generalmente produce más interrupción del foro que otra cosa.
El término "pelea de tartas" se deriva de un evento de junio de 2005 en Daily Kos, un sitio web sobre temas liberales y progresistas, en el que los administradores aceptaron un anuncio que mostraba a dos mujeres escasamente vestidas tirándose tartas y untándose la una a la otra de nata y relleno. Este anuncio se refería al reality show de la TBS, The Real Gilligan's Island.
A pesar del hecho de que el anuncio estaba relacionado tan sólo marginalmente con el tema general de discusión en Daily Kos, dominó las entradas de usuarios y los comentarios de blogs durante varios días. El malestar generado por la aceptación de este anuncio provocó el cese de la participación en el foro de varios miembros bien establecidos de la comunidad del Daily Kos.

### «Flame wars» entre foros
Aunque la mayoría de guerras de flames ocurren dentro de un solo tablón de mensajes, foro o comunidad, a veces pueden surgir entre dos foros distintos (especialmente cuando ambos foros se centran en temáticas parecidas). Esto puede ocurrir de varias formas: 
- Un miembro del foro A lo abandona quedando en malos términos, se une al foro B y flamea al foro A. Los miembros del foro B se alinean junto a su nuevo compañero y proceden a apalear al foro A (independientemente de cual sea su conocimiento personal del funcionamiento del mismo). Los miembros del foro A se enteran y empiezan a flamear al foro B.
- Uno o más miembros del foro A se unen al foro B con la intención de spamearlo o estorbar. Normalmente se hace sin provocación previa y bordea el trolleo. Los miembros del foro B se frustran y empiezan a flamear al foro A.
- Miembros o administradores del foro A pueden acusar a miembros o administradores del foro B de "hackear" cuentas de su propio foro.
- Una práctica común es que usuarios del foro A posteen en el foro B imágenes ofensivas de modo masivo.

## Uso extendido del término «flame war»
A veces las discrepancias técnicas o académicas "on line" pueden ser descritas como guerras de flames a pesar de que sus principales participantes estén aportando argumentos útiles e informativos en lugar de flamear. Esto puede estar relacionado con el grado en que los observadores se identifican emocionalmente con los bandos del debate, o ven a líderes o modelos de conducta estimados representando sus propios puntos de vista de forma intensa.
Por ejemplo, la discusión de Usenet sobre diseño de sistemas operativos entre Andrew S. Tanenbaum y Linus Torvalds, argumentando el uso de un micronúcleo versus un núcleo monolítico ha sido descrita frecuentemente como una guerra de flames. A pesar de dicha definición, el debate es muy informativo: ha sido estudiado por investigadores e informáticos, publicado en libros técnicos, y hoy día aún es material de lectura sugerido o incluso requerido en cursos de diseño e implementación de sistemas operativos.
Calificar una discusión semejante como guerra de flames parece deberse más bien a un recuerdo distorsionado de la discusión en sí misma: es más fácil recordar las (relativamente pocas) digresiones insultantes —como el comentario de Tanenbaum acerca de cómo le daría una mala nota a Torvalds por su diseño de Linux— de lo que es el recordar los argumentos técnicos. Tanto Torvalds como Tanenbaum han aclarado muchas veces que su famosa discusión ha sido mal representada.
Las discusiones técnicas defendiendo los méritos o fallos de una tecnología —o especialmente de tecnologías rivales— pueden muchas veces parecer "flamígeras" simplemente por la intensidad emocional de los aficionados y profesionales implicados. Algunos han calificado de guerras de flames los debates sobre los méritos relativos del Intel Pentium versus PowerPC, o el Pentium 4 versus Athlon XP, o de Microsoft Windows versus Mac OS X o versus GNU/Linux, o la decisión de Apple Computer de adoptar NeXT en lugar de BeOS. Sin embargo, dichos debates suelen estar cargados de detalles técnicos interesantes.
Otro ejemplo: los debates sobre ciertos temas de física teórica, como la gravedad cuántica de bucles contra la teoría de cuerdas entre Luboš Motl, John Baez y Steve Carlip ha sido descrita por el profesor de física de Harvard (y defensor de la teoría de cuerdas) Lubos Motl como una guerra de flames, a pesar de que se convirtió en fuente de fructíferos artículos sobre modelos cuasinormales de la física de los agujeros negros.

## "Guerras santas"
Una "guerra santa" (o "holy war"), en el sentido tecnológico, consiste en una discusión acalorada y prolongada en el tiempo, basada normalmente en preferencias personales sobre una u otra tecnología. Famosas guerras santas son por ejemplo los clásicos Star Wars contra Star Trek, Windows contra MacOS, Unix contra ITS (que generó el Manual de los que odian Unix) y las perennes guerras de editores entre programadores Unix que usan vi para editar código fuente, y los que usan emacs.
Mientras una guerra de flames es normalmente un estallido ocasional de violencia verbal en medio de un entorno libre de la misma, una guerra santa es una discrepancia abierta y continua que puede prolongarse durante años y solapar carreras. Por ejemplo, los jóvenes programadores de Unix que hoy día tienen firmes opiniones sobre vi y emacs seguramente ni siquiera habían nacido en 1976, cuando se produjeron las primeras versiones de ambos editores.
El uso del término "guerra santa" implica que la raíz de la discrepancia es un choque entre valores discrepantes, y de imposible solución excepto el ponerse de acuerdo con no estar de acuerdo.

## Causas del flameo
No hay un acuerdo general sobre las causas del flameo, aunque un estudio reciente[cita requerida] ha llevado a algunas pruebas concluyentes en alguna forma. Algunas hipótesis comunes son:

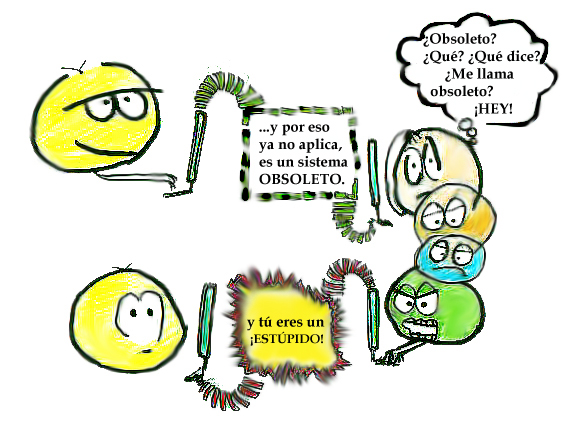
Interpretar como una alusión personal un comentario hecho sobre el objeto de otro tema.

1. El egocentrismo nos lleva a pensar que entendemos el tono de un redactor el 90% de las veces, aunque solo acertamos aproximadamente el 56'9% del tiempo[cita requerida]. Eso lleva a malinterpretaciones sobre la intención del redactor, causando guerras de flames y discusiones intensas.
2. La falta de lenguaje corporal y tonos de voz en las comunicaciones electrónicas escritas hacen difícil representar las emociones, y el relativo anonimato induce a considerar menos peligroso el uso de un lenguaje encendido.
3. En foros y chats, no hay otra forma de expresar la propia opinión que escribir. No escribir tiende a ser interpretado como "rendirse", lo que tiende a alargar artificialmente las discusiones. Del mismo modo, las opiniones e ideas no expresadas durante mucho tiempo crean la sensación de que pueden ser olvidadas, creando la necesidad aparente de repetirlas, causando el mismo efecto.[11]
4. Si bien es difícil que, en el contexto de una discusión violenta, alguna argumentación resulte convincente para quien piense sustancialmente diferente, éstas sí funcionan como un refuerzo para quienes comparten dicho punto de vista. Esta perspectiva de triunfo parcial alienta a sostener la continuidad de la violencia verbal.